# Contre-la-montre féminin aux championnats du monde de cyclisme sur route 2017
Le contre-la-montre féminin aux championnats du monde de cyclisme sur route 2017 a lieu sur 21,1 kilomètres le 19 septembre 2017 à Bergen, en Norvège. L'épreuve est remportée par la Néerlandaise Annemiek van Vleuten.

## Système de qualification
Selon le système de qualification fixé par le comité directeur de l'Union cycliste internationale, « chaque nation bénéficie de 2 partants. [...] Le champion du monde, le champion olympique et les champions continentaux en titre peuvent participer en sus [de ce quota]. »

## Favorites
Quatre anciennes vainqueurs sont au départ : Amber Neben, Linda Villumsen, Lisa Brennauer et Ellen van Dijk. En outre, Annemiek van Vleuten, Anna van der Breggen, Elisa Longo Borghini et Lauren Stephens sont d'autres prétendantes au titre. Ann-Sophie Duyck, Katrin Garfoot ou Olga Zabelinskaya sont autant d'outsiders.

## Récit de la course
Anna van der Breggen s'élance tôt et réalise le meilleur temps. Annemiek van Vleuten part sur les mêmes bases, mais parvient à accélérer dans le final. C'est la seule à faire mieux qu'Anna van der Breggen. Chloe Dygert a longtemps été en course pour une médaille, mais elle faiblit légèrement sur la fin et doit se contenter d'une prometteuse quatrième place. Comme l'an passé, le podium est complété par Katrin Garfoot. Les favorites Amber Neben, Olga Zabelinskaya et Lisa Brennauer sont hors du top 10. Ellen van Dijk est cinquième devant Linda Villumsen sixième.

## Classement
| Rang                      | Coureuse                  | Pays             | Temps        |
| ------------------------- | ------------------------- | ---------------- | ------------ |
| Médaille d'or, monde      | Annemiek van Vleuten      | Pays-Bas         | 28 min 50 s  |
| Médaille d'argent, monde  | Anna van der Breggen      | Pays-Bas         | + 12 s       |
| Médaille de bronze, monde | Katrin Garfoot            | Australie        | + 18 s       |
| 4                         | Chloé Dygert Owen         | États-Unis       | + 37 s       |
| 5                         | Eleonora van Dijk         | Pays-Bas         | + 52 s       |
| 6                         | Linda Villumsen           | Nouvelle-Zélande | + 55 s       |
| 7                         | Ashleigh Moolman-Pasio    | Afrique du Sud   | + 1 min 18 s |
| 8                         | Lauren Stephens           | États-Unis       | + 1 min 19 s |
| 9                         | Hannah Barnes             | Royaume-Uni      | + 1 min 23 s |
| 10                        | Cecilie Uttrup Ludwig     | Danemark         | + 1 min 34 s |
| 11                        | Amber Neben               | États-Unis       | + 1 min 41 s |
| 12                        | Lisa Brennauer            | Allemagne        | + 1 min 48 s |
| 13                        | Audrey Cordon-Ragot       | France           | + 1 min 50 s |
| 14                        | Pernille Mathiesen        | Danemark         | + 2 min 1 s  |
| 15                        | Juliette Labous           | France           | + 2 min 1 s  |
| 16                        | Ann-Sophie Duyck          | Belgique         | + 2 min 2 s  |
| 17                        | Trixi Worrack             | Allemagne        | + 2 min 3 s  |
| 18                        | Elisa Longo Borghini      | Italie           | + 2 min 7 s  |
| 19                        | Elinor Barker             | Royaume-Uni      | + 2 min 10 s |
| 20                        | Lotta Lepistö             | Finlande         | + 2 min 13 s |
| 21                        | Karol-Ann Canuel          | Canada           | + 2 min 18 s |
| 22                        | Eri Yonamine              | Japon            | + 2 min 29 s |
| 23                        | Olga Zabelinskaïa         | Russie           | + 2 min 31 s |
| 24                        | Lisa Morzenti             | Italie           | + 2 min 31 s |
| 25                        | Tayler Wiles              | États-Unis       | + 2 min 46 s |
| 26                        | Ramona Forchini           | Suisse           | + 2 min 47 s |
| 27                        | Cristina Sanabria         | Colombie         | + 2 min 50 s |
| 28                        | Antri Christoforou        | Chypre           | + 2 min 51 s |
| 29                        | Marlen Reusser            | Suisse           | + 2 min 58 s |
| 30                        | Martina Ritter            | Autriche         | + 3 min 2 s  |
| 31                        | Vita Heine                | Norvège          | + 3 min 4 s  |
| 32                        | Olena Pavlukhina          | Azerbaïdjan      | + 3 min 8 s  |
| 33                        | Olga Shekel               | Ukraine          | + 3 min 28 s |
| 34                        | Rotem Gafinovitz          | Israël           | + 3 min 30 s |
| 35                        | Sari Saarelainen          | Finlande         | + 3 min 44 s |
| 36                        | Aurela Nerlo              | Pologne          | + 3 min 50 s |
| 37                        | Ksenia Tsymbaliuk         | Russie           | + 3 min 54 s |
| 38                        | Omer Shapira              | Israël           | + 3 min 57 s |
| 39                        | Thea Thorsen              | Norvège          | + 4 min 1 s  |
| 40                        | Eileen Burns              | Irlande          | + 4 min 12 s |
| 41                        | Daiva Tuslaite            | Lituanie         | + 4 min 19 s |
| 42                        | Lourdes Oyarbide          | Espagne          | + 4 min 21 s |
| 43                        | Varvara Fasoi             | Grèce            | + 4 min 28 s |
| 44                        | Yumi Kajihara             | Japon            | + 4 min 52 s |
| 45                        | Aurelie Halbwachs         | Maurice          | + 5 min 1 s  |
| 46                        | Brenda Andrea Santoyo     | Mexique          | + 5 min 10 s |
| 47                        | Eyeru Tesfoam Gebru       | Éthiopie         | + 5 min 10 s |
| 48                        | Yao Pang                  | Hong Kong        | + 5 min 17 s |
| 49                        | Michali Tsavari Eleni     | Grèce            | + 5 min 18 s |
| 50                        | Aranza Valentina Villalon | Chili            | + 5 min 31 s |
| 51                        | Qianyu Yang               | Hong Kong        | + 5 min 41 s |
| 52                        | Selam Amha                | Éthiopie         | + 6 min 33 s |
| 53                        | Justina Jovaisyte         | Lituanie         | + 6 min 43 s |
| 54                        | Jer Ling Lee              | Singapour        | + 7 min 26 s |